# Алісон Бейлс
Алісон Джудіт Кіртлі Бейлс (6 квітня 1949 — 29 квітня 2016) — англійський дипломат, політолог, вчений і поліглот.
Закінчила оксфордський Сомервілл-коледж у 1969 році, здобувши ступінь бакалавра мистецтв (диплом з відзнакою) з новітньої історії та отримавши ступінь магістра мистецтв у 1971 році.

## Родина
Найстарша з трьох дітей в родині Барбари (уродженої Мартін) і Джона Ллойда Бейлса, які були обоє вчителі, Алісон Джудіт Кіртлі Бейлс народилась і виросла в Ліверпулі, де вона навчалась у Бельведер-академії.

## Кар'єра
У 1969 році Алісон Бейлс долучилась до Міністерства закордонних справ і у справах Співдружності націй Великої Британії у Лондоні (неофіційно: Форін-офіс; англ. Foreign Office) як координатор департаменту Західної Європи, а вже в 1970 році її було призначено на посаду референта британського посольства в Будапешті. У 1974-76 рр. вона обіймала посаду другого секретаря делегації Великої Британії в НАТО. У 1976 році працювала в Лондоні у Департаменті європейського співтовариства (у внутрішньому відділу) при Міністерстві закордонних справ та у справах Співдружності. Вона знала багато мов, зокрема французьку, угорську, німецьку, мандаринську, норвезьку, фінську і шведську, володіючи ними, за її словами, на «оперативному рівні». Вона також мала навички читання датською, ісландською, фарерською та нідерландською мовами.
У 1979 році вона перебувала у складі спеціальної місії як помічник «Комітету мудреців» за призначенням Європейської Ради для надання консультацій щодо інституційних вдосконалень напередодні вступу Греції до ЄЕС (з 1993 — ЄС). У листопаді 1979 року Алісон Бейлс було відряджено до Міністерства оборони як керівника секції DS11 — цивільного відділу, що займається проблемами оборони за межами зони відповідальності НАТО. У червні 1981 року вона опікувалась питаннями оборони при британському посольстві в Бонні.
У 1984 році вона повернулась до Лондона, ставши заступником керівника Групи планування і координації політики. З серпня 1987 по листопад 1989 року вона працювала в британському посольстві в Пекіні на посаді заступника голови місії, Генеральним консулом, а також членом китайсько-британської Спільної контактної групи з питань про майбутнє Гонконгу. З січня по липень 1990 року під час академічної відпустки вона досліджувала відносини між Китаєм і Центральною та Східною Європою в Chatham House (в Королівському Інституті міжнародних відносин) у Лондоні.
З серпня 1990 до кінця 1993 року, вона займала посаду заступника голови місії та Генерального консула в британському посольстві в Осло. У 1994 році Алісон очолила Департамент політики безпеки у Міністерстві закордонних справ та у справах Співдружності в Лондоні. Вона отримала додаткову відпустку за місцем роботи у Британській дипломатичній службі і почала працювати на посаді віце-президента Європейської безпекової програми в Інституті досліджень Схід-Захід (нині Інститут Схід-Захід) в Нью-Йорку з квітня 1996 по серпень 1997 року. ЇЇ було обрано політичним директором Західноєвропейського союзу у Брюсселі, де вона працювала з вересня 1997 по липень 2000 року.
Повернувшись до дипломатичної служби, Алісон Бейлс стала британським послом у Фінляндії з листопада 2000 по червень 2002 року. Вона залишила цю посаду, завершивши дипломатичну кар'єру, і в липні 2002 року одержала посаду директора Стокгольмського міжнародного інституту дослідження проблем миру (SIPRI).
У період 2007—2015 років вона працювала ад'юнкт-професором в Університеті Ісландії. Впродовж 2010—2015 років вона також була запрошеним професором у Коледжі Європи.
Починаючи з 1990 року, Алісон Бейлс публікувала безліч статей в міжнародних журналах, а також працювала над деякими розділами книг за темами у царині європейської оборони, регіонального безпекового співробітництва і контролю над озброєннями. ЇЇ дозвілля складав широкий спектр музичних вподобань, від класичної музики до фолк-металу, з улюбленою фарерською метал-групою Туйр, а також подорожі та дослідження природи і техніки. Вона була відданим прихильником благодійного Товариства Дороті Даннетт, якому вона присвятила низку статей, а також путівник по Ісландії (ISBN 978-0-9570046-2-7). Вона була членом Консультативної ради некомерційної організації "Незалежний Дипломат» і членом мозкового центру «Шотландський глобальний форум».

## Теракт
У березні 1979 року Алісон знаходилась в автомобілі поруч із британським послом сером Річардом Сайксом, якого раптом застрелили ірландські терористи, що перебували біля його власного будинку в Гаазі. Алісон вийшла на прес-конференцію в британському посольстві з повідомленням щодо інциденту і, не скасовуючи планів, відновила програму зустрічей.

## Смерть
Алісон Бейлс померла від раку у віці 67 років у Шотландії.

## Роботи
- «Europe's Defense Challenge: Reinventing the Atlantic Alliance» (January-February 1997) [Архівовано 3 вересня 2014 у Wayback Machine.], foreignaffairs.com; accessed 4 May 2016.
- «Iceland: The Dorothy Dunnett Guide» [Архівовано 5 червня 2016 у Wayback Machine.], dunnettcentral.org, September 2013; accessed 4 May 2016.
- Small States and International Security: Europe and Beyond [Архівовано 10 червня 2016 у Wayback Machine.]; accessed 3 June 2016.
- Setting the scene: Small states and international security [Архівовано 10 червня 2016 у Wayback Machine.]; accessed 3 June 2016.
- The Faroe Islands and the Arctic: Genesis of a Strategy [Архівовано 10 червня 2016 у Wayback Machine.]; accessed 3 June 2016.
- Scotland as an Independent Small State: Where would it seek shelter? [Архівовано 10 червня 2016 у Wayback Machine.]; accessed 3 June 2016.
- Iceland and Cyber-threats: Is it more than fear of fear? [Архівовано 10 червня 2016 у Wayback Machine.]; accessed 3 June 2016.
- Iceland and the EU's Common Security and Defence Policy: Challenge or Opportunity? [Архівовано 10 червня 2016 у Wayback Machine.]; accessed 3 June 2016.
- The Nordic Countries from War to Cold War — and Today [Архівовано 10 червня 2016 у Wayback Machine.]; accessed 3 June 2016.
- Instrumentalizing the European Union in Small State Strategies [Архівовано 10 червня 2016 у Wayback Machine.]; accessed 3 June 2016.
- The USA's (Non-) Basing Strategy in the 2000s: A reappraisal [Архівовано 10 червня 2016 у Wayback Machine.]; accessed 3 June 2016.
- Human Rights and Security: Wider Applications in a Warmer Arctic? [Архівовано 10 червня 2016 у Wayback Machine.]; accessed 3 June 2016.
- Iceland's Neighbours in the EU Entry Queue: Contrasts or Parallels in EU Enlargement to the North and the South-East [Архівовано 10 червня 2016 у Wayback Machine.]; accessed 3 June 2016.
- WMD in the Greater Middle East: Any Lessons from NATO and European Arms Control and Disarmament Structures? [Архівовано 10 червня 2016 у Wayback Machine.]; accessed 3 June 2016.
- The EU and a «Better World»: What Role for the European Security and Defence Policy? [Архівовано 10 червня 2016 у Wayback Machine.]; accessed 3 June 2016.
- Regional Security Cooperation: A Challenge for South (and North-East) Asia [Архівовано 10 червня 2016 у Wayback Machine.]; accessed 3 June 2016.
- The politico-military dimension of OSCE [Архівовано 10 червня 2016 у Wayback Machine.]; accessed 3 June 2016.
- National Power and Sovereignty: What Is the Significance of the European Union's Example? [Архівовано 10 червня 2016 у Wayback Machine.]; accessed 3 June 2016.
- Les Affaires et la sécurité : quel rôle pour le secteur privé? [Архівовано 10 червня 2016 у Wayback Machine.]; accessed 3 June 2016.
- La evolución de las relaciones transatlánticas en el 2006 [Архівовано 10 червня 2016 у Wayback Machine.]; accessed 3 June 2016.
- Reflections on Thirty Years in the Diplomatic Service [Архівовано 10 червня 2016 у Wayback Machine.]; accessed 3 June 2016.
- EU and US strategic concepts: A mirror for partnership and difference? [Архівовано 10 червня 2016 у Wayback Machine.]; accessed 3 June 2016.
- The institutional reform of ESDP and Post‐Prague NATO [Архівовано 10 червня 2016 у Wayback Machine.]; accessed 3 June 2016.
- The yin and yang of counter‐terrorism [Архівовано 10 червня 2016 у Wayback Machine.]; accessed 3 June 2016.
- NATO's European Pillar: The European Security and Defense Identity [Архівовано 10 червня 2016 у Wayback Machine.]; accessed 3 June 2016.
- ‘European Defence: What are the Convergence Criteria?’ [Архівовано 30 червня 2016 у Wayback Machine.]; accessed 3 June 2016.
- What news of European defence? [Архівовано 10 червня 2016 у Wayback Machine.]; accessed 3 June 2016.
- Sub-Regionalism in the Newly Independent States [Архівовано 10 червня 2016 у Wayback Machine.]; accessed 3 June 2016.
- Europe's Defense Challenge: Reinventing the Atlantic Alliance [Архівовано 10 червня 2016 у Wayback Machine.]; accessed 3 June 2016.
- Think Tank participation in discerning security issues: the US experience [Архівовано 10 червня 2016 у Wayback Machine.]; accessed 3 June 2016.
- NATO: Towards a new synthesis [Архівовано 10 червня 2016 у Wayback Machine.]; accessed 3 June 2016.
- British policy and the landmine debate [Архівовано 10 червня 2016 у Wayback Machine.]; accessed 3 June 2016.
- European defence and security: The British approach [Архівовано 10 червня 2016 у Wayback Machine.]; accessed 3 June 2016.
- Britain's security‐policy agenda: An official's view [Архівовано 10 червня 2016 у Wayback Machine.]; accessed 3 June 2016.
- Sécurité européenne: le point de vue britannique [Архівовано 10 червня 2016 у Wayback Machine.]; accessed 3 June 2016.
- China and Eastern Europe: A judgement on the ‘socialist community’ [Архівовано 10 червня 2016 у Wayback Machine.]; accessed 3 June 2016.
- Does a Small State Need a Strategy? [Архівовано 10 червня 2016 у Wayback Machine.]; accessed 3 June 2016.
- Armament and Disarmament in the Caucasus and Central Asia [Архівовано 10 червня 2016 у Wayback Machine.]; accessed 3 June 2016.
- Private Sector, Public Security [Архівовано 10 червня 2016 у Wayback Machine.]; accessed 3 June 2016.
- Designing a Comprehensive Security Policy for Europe and European States [Архівовано 10 червня 2016 у Wayback Machine.]; accessed 3 June 2016.
- El mundo en los últimos veinte años, tendencias y evolución [Архівовано 10 червня 2016 у Wayback Machine.]; accessed 3 June 2016.
- Tools for Building Confidence on the Korean Peninsula [Архівовано 10 червня 2016 у Wayback Machine.]; accessed 3 June 2016.
- El mundo en 2002, tendencias y evolución [Архівовано 10 червня 2016 у Wayback Machine.]; accessed 3 June 2016.
- ¿Una política de defensa y seguridad para Europa? [Архівовано 10 червня 2016 у Wayback Machine.]; accessed 3 June 2016.
- Zur Eröffnung des Carl Friedrich von Weizsäcker-Zentrums für Naturwissenschaft und Friedensforschung [Архівовано 10 червня 2016 у Wayback Machine.]; accessed 3 June 2016.